# Íñigo de Velandia
Íñigo de Velandia Arce y Arellano, (Miranda de Ebro, 1609-Pamplona, 1684) fue un militar español y virrey de Navarra. Era el segundo hijo de Gaspar de Velandia Arellano y Frías y de Leonor de Arce y Ceballos, y hermano de Antonio de Velandia.
Entre sus numerosas distinciones destaca la de virrey y Gran General de Navarra durante el reinado de Carlos II entre los años 1681 y 1684. Entre el resto de sus títulos se encuentran: marqués de Tejada de San Llorente (1683); Caballero de la Orden de San Juan de Jerusalén (1627), donde desempeñaba los cargos de procurador general (1653), gran canciller (1665) Bailio de Lora (1668) y gran prior de Castilla (1680); alférez de infantería (1636); teniente (1636) y capitán de caballería (1641); maestre de campo de infantería (1646); Gobernador de las armas del ejército de Lombardía (1679), donde además desempeñaba los cargos de General de artillería (1666), General de caballería (1670) y Maestre de campo general (1675).
| Predecesor: Antonio de Velasco y Ayala | Virrey de Navarra 1681 - 1684 | Sucesor: Enrique Benavides |